# Borbo impar
Espèce
Borbo impar est une espèce de lépidoptères (papillons) de la famille des Hesperiidae, de la sous-famille des Hesperiinae et du genre Borbo.

## Dénomination
Borbo impar a été nommé par Paul Mabille en 1883.
Synonymes : Pamphila impar Mabille, 1883; Baoris lavinia Waterhouse, 1932; Baoris laraca ; Rothschild, 1915.

### Noms vernaculaires
Il se nomme Yellow Swift en anglais.

### Sous-espèces
- Borbo impar impar présent en Nouvelle-Calédonie à Grande Terre et aux îles Loyauté
- Borbo impar lavinia (Waterhouse, 1932) présent en Australie.
- Borbo impar tetragaphus (Mabille, 1891) présent en Australie[2].

## Description
C'est un papillon qui présente la forme caractéristique des Hesperiinae, massif avec les ailes positionnées en V et au profil triangulaire. De 35 à 41 mm d'envergure (les femelles sont un peu plus grandes que les mâles) il est de couleur marron roux suffusé de jaune avec une ornementation de taches jaunes, trois aux antérieures et une aux postérieures.

### Chenille
La chenille est blanc crème avec des petites marques vertes.

## Biologie
Le cycle demande six semaines, le stade œuf dure 5 à 7 jours, celui de chenille 21 jours, celui de chrysalide 16 jours.
L'imago vole de septembre à mai en Australie (près de Darwin).

### Plantes hôtes
Les plantes hôtes de sa chenille sont diverses Poaceae (graminées) dont Panicum maximum, Pennisetum pedicellatum et Rottboellia cochinensis,.

## Écologie et distribution
Borbo impar est présent en Océanie, aux îles Salomon, en Nouvelle-Guinée, en Australie dans le Territoire du Nord et en Nouvelle-Calédonie à Grande Terre et aux îles Loyauté,,.

### Biotope
Il réside dans les zones à graminées.

### Protection
Pas de statut de protection particulier.